# Národní sdružení (Francie)
Národní sdružení (francouzsky Rassemblement national, zkratka RN, do roku 2018 Národní fronta) je francouzská pravicově populistická strana vzniklá v říjnu 1972, vedená od roku 2022 Jordanem Bardellou. Stranu vedla od roku 2011 do roku 2022 Marine Le Penová, dcera bývalého předsedy Jean-Marie Le Pena. Původní název strany zněl Front national pour l'unité française (Národní fronta za francouzskou jednotu). Strana není od roku 2018 pro odchod Francie z Evropské unie, ale pro reformu EU.

## Politická platforma
Národní fronta původně sdružovala různorodé skupiny od radikálních katolíků, neopohanů a rasistů. Právě antisemitismus odrazoval většinu francouzské populace a Jean-Marie Le Pen byl odsouzen za trivializování holocaustu.
Pod vedením Marine Le Pen se strana distancovala od rasismu a naopak podporuje Izrael. Z politiky nízkých daní se přeorientovala na politiku silného státu podporujícího sociální zabezpečení, který má být podle nacionalistické ideologie určen pouze tzv. "pravým Francouzům" a chránit je před globalizací. Její program obsahuje tyto cíle:
- Omezení imigrace
- Návrat k tradičním hodnotám: zakázat potraty, podporovat místní tradiční kulturu
- Větší nezávislost na Evropské unii a dalších mezinárodních organizacích
- Stanovení tarifů nebo jiná ochranářská opatření před levným dovozem
- Obnovení trestu smrti, zejména pro teroristy, vrahy a překupníky drog
- Zrušení dvojího občanství
- Nižší daně
- Zastavení výstavby mešit

Strana se staví proti imigraci, a to především proti muslimské imigraci ze severní a západní Afriky a Středního východu. V prezidentských volbách 1995 Jean-Marie Le Pen navrhoval "vrátit tři milionů Neevropanů z Francie humánními a důstojnými prostředky". 
Hlavní ideologie RN je nepochybně artikulována na xenofobii v popředí ve všech tématech nebo vazbách spojených s Afrikou a muslimy.

## Evropské záležitosti

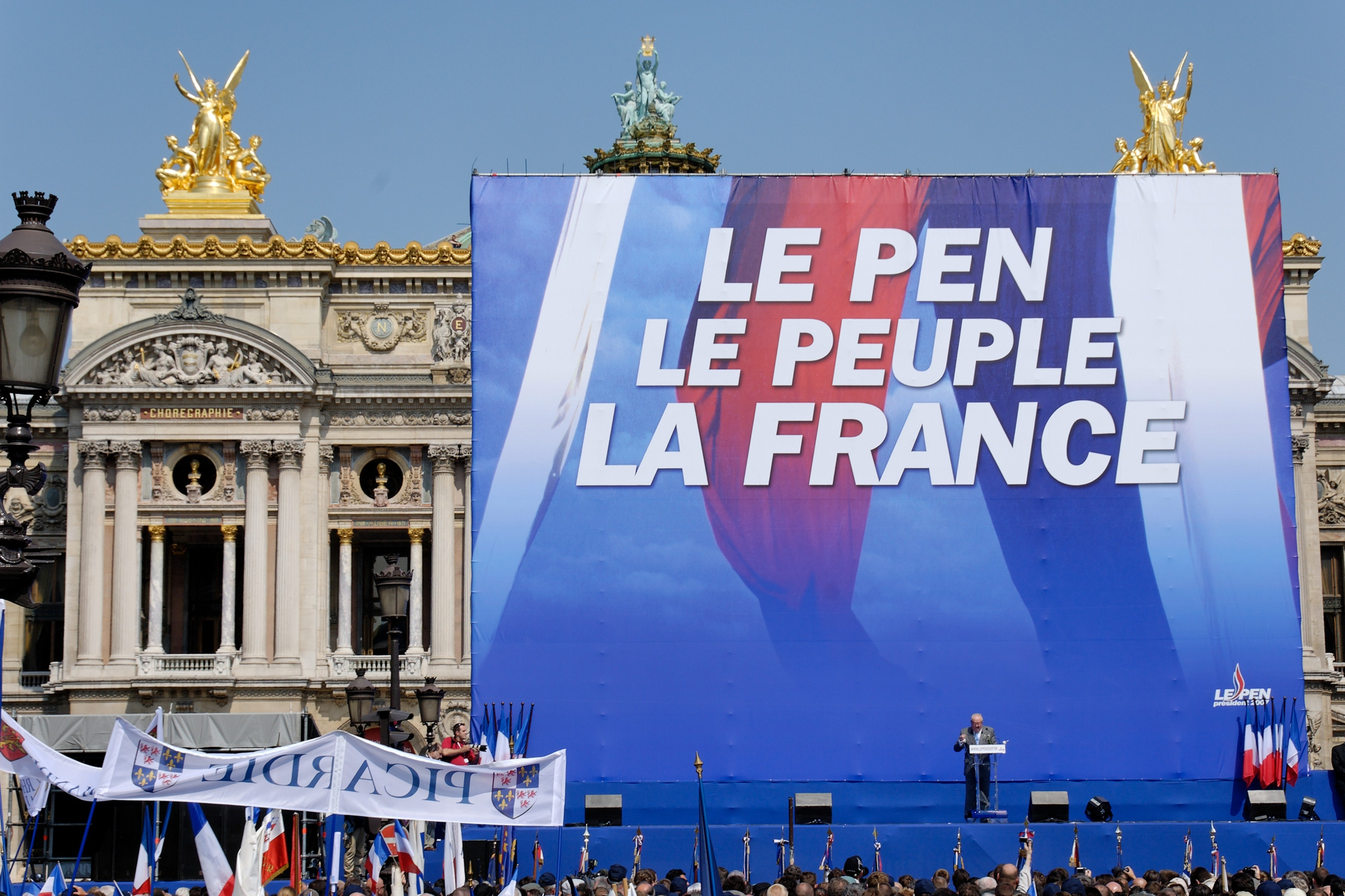
"Le Pen, lid, Francie", První máj 2007 v Paříži

Národní fronta byla jedna z několika stran, která podpořila odmítnutí evropské ústavy z roku 2005. Také byla předním členem evropské politické strany Euronatu, který sdružoval evropské nacionalistické strany. V Evropském parlamentu byla Národní fronta do roku 2007 nezařazená, když se jí podařilo vytvořit alianci s ostatními euroskeptickými a nacionalistickými stranami, čímž dosáhla minimálního počtů poslanců nezbytných k vytvoření evropské skupiny s názvem Identita, tradice, suverenita pod vedením člena Národní fronty Bruna Gollnische. Identita, tradice a suverenita však zanikla v listopadu 2007 po zběhnutí Strany velkého Rumunska. Poté se Národní fronta stala v Evropském parlamentu členem frakce Evropa národů a svobody. Po evropských volbách 2019 Národní sdružení pokračovalo v nástupnické frakci Identita a demokracie.

## Volby

### Volby do Národního shromáždění

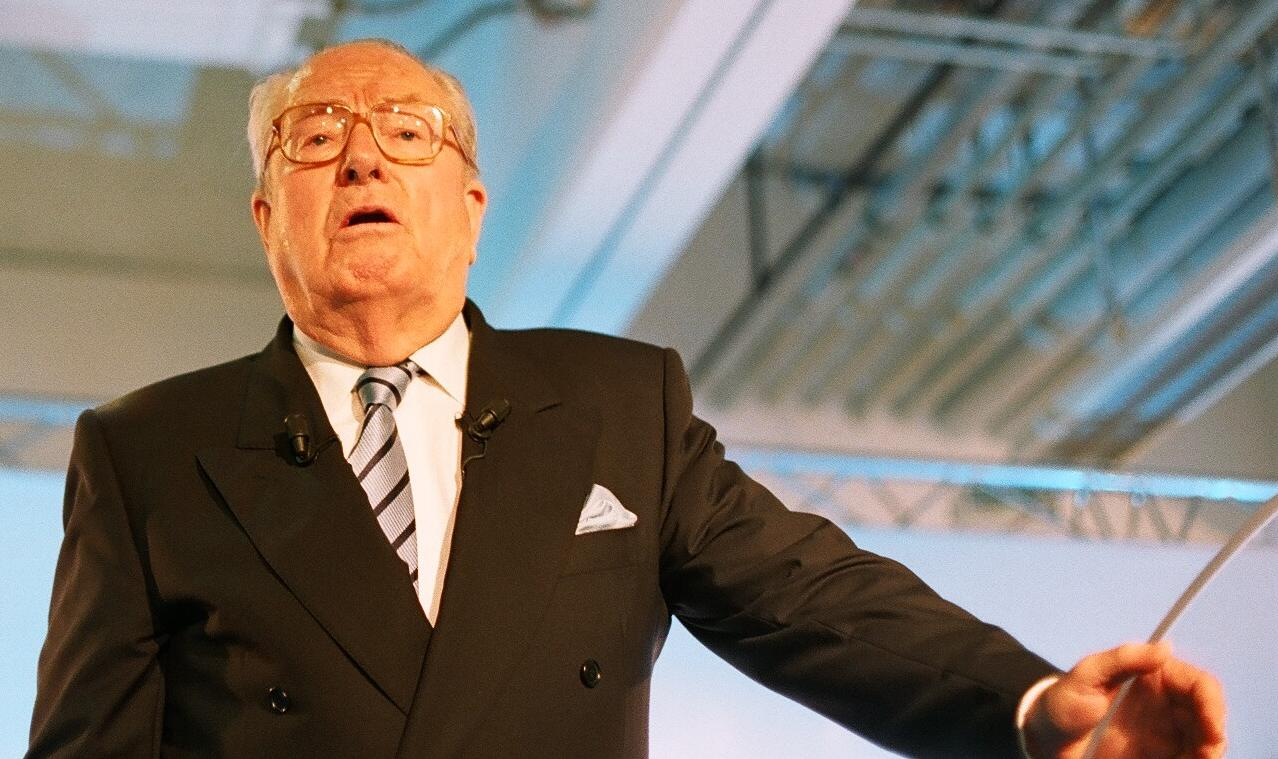
Jean-Marie Le Pen, dlouholetý předseda této strany

| Volby | I. kolo     | I. kolo   | II. kolo    | II. kolo  | Počet mandátů |
| Volby | Počet hlasů | Hlasy v % | Počet hlasů | Hlasy v % | Počet mandátů |
| ----- | ----------- | --------- | ----------- | --------- | ------------- |
| 1978  | 82 743      | 0,3       | —           | —         | 0             |
| 1981  | 44 414      | 0,2       | —           | —         | 0             |
| 1986  | 2 705 336   | 9,7       | —           | —         | 35            |
| 1988  | 2 359 528   | 9,7       | –           | –         | 1             |
| 1993  | 3 152 543   | 13,8      | 1 168 160   | 5,1       | 0             |
| 1997  | 3 800 785   | 14,95     | 1 434 854   | 5,7       | 1             |
| 2002  | 2 862 960   | 11,3      | 393 205     | 1,85      | 0             |
| 2007  | 1 116 136   | 4,29      | 17 107      | 0,08      | 0             |
| 2012  | 3 528 373   | 13,6      | 842 684     | 3,66      | 2             |
| 2017  | 2 990 454   | 13,2      | 1 590 869   | 8,8       | 8             |
| 2022  | 4 248 537   | 18,7      | 3 589 465   | 17,3      | 89            |

### Prezidentské volby

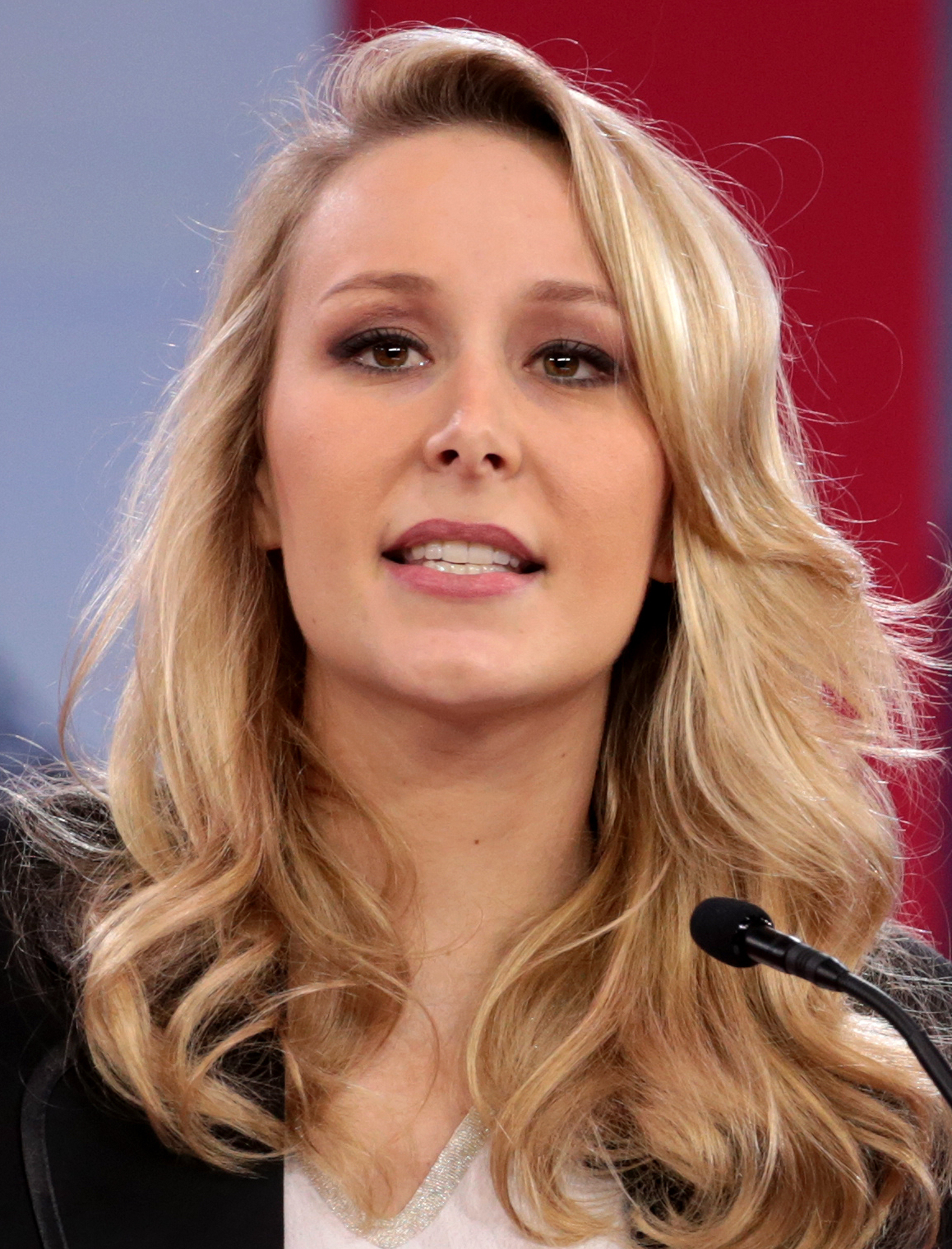
Politička Marion Maréchal-Le Penová, vnučka Jeana-Maríi Le Pena, členka Národní fronty

| Volby | Kandidát          | I. kolo     | I. kolo   | II. kolo    | II. kolo  |
| Volby | Kandidát          | Počet hlasů | Hlasy v % | Počet hlasů | Hlasy v % |
| ----- | ----------------- | ----------- | --------- | ----------- | --------- |
| 1974  | Jean-Marie Le Pen | 190 921     | 0,8       | —           | —         |
| 1981  | —                 | —           | —         | —           | —         |
| 1988  | Jean-Marie Le Pen | 4 376 742   | 14,5      | —           | —         |
| 1995  | Jean-Marie Le Pen | 4 571 138   | 15,0      | —           | —         |
| 2002  | Jean-Marie Le Pen | 4 805 307   | 16,86     | 5 525 906   | 17,79     |
| 2007  | Jean-Marie Le Pen | 3 835 029   | 10,44     | —           | —         |
| 2012  | Marine Le Penová  | 6 421 426   | 17,90     | —           | —         |
| 2017  | Marine Le Penová  | 7 679 493   | 21,30     | 10 644 118  | 33,90     |
| 2022  | Marine Le Penová  | 8 135 456   | 23,1      | 13 297 760  | 41,5      |

### Francouzské regionální volby
| Volby | I. kolo     | I. kolo   | II. kolo    | II. kolo  | Počet mandátů |
| Volby | Počet hlasů | Hlasy v % | Počet hlasů | Hlasy v % | Počet mandátů |
| ----- | ----------- | --------- | ----------- | --------- | ------------- |
| 2004  | 3 564 059   | 14,70     | 3 199 392   | 12,38     | 156           |
| 2010  | 2 223 800   | 11,42     | 1 943 307   | 9,17      | 118           |
| 2015  | 6 018 672   | 27,73     | 6 820 147   | 27,10     | 358           |

### Volby do Evropského parlamentu
| Volby | Počet hlasů | Hlasy v % | Počet mandátů |
| ----- | ----------- | --------- | ------------- |
| 1984  | 2 210 334   | 11,0      | 10            |
| 1989  | 2 121 836   | 11,8      | 10            |
| 1994  | 2 050 086   | 10,5      | 11            |
| 1999  | 1 005 225   | 5,7       | 5             |
| 2004  | 1 684 868   | 9,8       | 7             |
| 2009  | 1 091 681   | 6,3       | 4             |
| 2014  | 4 711 339   | 24,9      | 24            |
| 2019  | 5,286,939   | 23,34     | 23            |
| 2024  | 7,755,143   | 31,5      | 30            |

## Vedení strany
- Jean-Marie Le Pen – od dubna 1972 – do ledna 2011
- Marine Le Penová – od ledna 2011 – do listopadu 2022
- Jordan Bardella – od listopadu 2022